# Clarks (Louisiana)
Clarks è un comune degli Stati Uniti d'America, situato nello Stato della Louisiana, in particolare nella parrocchia di Caldwell.